# Trofeo Alcide De Gasperi
Die Trofeo Alcide De Gasperi, auch Trofeo Alcide Degasperi, ist ein italienisches Eintagesrennen im Straßenradsport für Männer.
Die Trofeo Alcide De Gasperi wurde im Jahr 1955 zum ersten Mal ausgetragen. Seit 2005 ist sie Teil der UCI Europe Tour und ist in die UCI-Kategorie 1.2 eingestuft. Das Rennen dem 1954 gestorbenen, italienischen Staatsmann Alcide De Gasperi gewidmete Rennen findet jährlich am 2. Juni, dem italienischen Nationalfeiertag Festa della Repubblica, statt. zwischen den beiden italienischen Städten Bassano del Grappa und Trient statt.

## Sieger
- 2025  Kyrylo Zarenko
- 2024 abgesagt
- 2023  Davide De Pretto
- 2022  Pierre-Pascal Keup
- 2021  Riccardo Lucca
- 2020 abgesagt wegen Covid19
- 2019  Benjamin Hill
- 2018  Simone Ravanelli
- 2017  Andrea Toniatti
- 2016  Filippo Rocchetti
- 2015  Alberto Cecchin
- 2014  Michele Gazzara
- 2013  Damien Howson
- 2012  Enrico Barbin
- 2011  Matteo Trentin
- 2010  Sonny Colbrelli
- 2009  Pawel Kotschetkow
- 2008  Jarosław Marycz
- 2007  Jacopo Guarnieri
- 2006  Matthew Lloyd
- 2005  David Garbelli
- 2004  Daniele Colli
- 2003  Emanuele Sella
- 2002  Andrea Sanvido
- 2001  Mario Pafundi
- 2000  Dmitri Gajnitdinow
- 1999  Wolodymyr Hustow
- 1998  Denis Miorin
- 1997  Matteo Panzeri
- 1996  Davide Montanari
- 1995  Paolo Savoldelli
- 1994  Flavio Milan
- 1993  Marco Foligno
- 1992  Davide Rebellin
- 1991  Gilberto Simoni
- 1990  Mirco Gualdi
- 1989  Franco Rossato
- 1988  Luigi Bielli
- 1987  Helmut Wechselberger
- 1986  Moravio Pianegonda
- 1985  Primož Čerin
- 1984  Domenico Cavallo
- 1983  Walter Magnago
- 1982  Giovanni Viere
- 1981  Antonio Leali
- 1980  Walter Magnago
- 1979  Guy Nulens
- 1978  Giorgio Zanotti
- 1977  Claudio Corti
- 1976  Gabriele Landoni
- 1975  Pierluigi Fabbri
- 1974  Glauco Santoni
- 1973  Giampaolo Flamini
- 1972  Giancarlo Foresti
- 1971  Giovanni Varini
- 1970  Ermenegildo Da Re
- 1969  Vittorio Cumino
- 1968  Flavio Martini
- 1967  Romano Tumellero
- 1966  Davide Boifava
- 1965  Mino Denti
- 1964  Aldo Balasso
- 1963  Lauro Grazioli
- 1962  Silvano Consolati
- 1961  Enzo Moser
- 1960  Luigi Zanchetta
- 1959  Rino Luise
- 1958  Avis Molinari
- 1957  Nunzio Pellicciari
- 1956  Marcello Zampredi
- 1955  Marino Fontana